# Lavalette, Aude
Lavalette är en kommun i departementet Aude i regionen Occitanien  i södra Frankrike. Kommunen ligger  i kantonen Montréal som ligger i arrondissementet Carcassonne. År 2022 hade Lavalette 1 572 invånare.

## Befolkningsutveckling
Antalet invånare i kommunen Lavalette
Referens: INSEE